# 삼성 프로펠 프로
삼성 프로펠 프로(Samsung Propel Pro, Samsung i617)은 삼성전자가 2009년에 출시한 스마트폰이다.